# Ipolyi-Keller Gyula
Ipolyi-Keller Gyula, Ipolyi-Keller Gyula Imre (Gyula, 1869. április 5. – Budapest, 1949. február 23.) gazdasági író.

## Életútja
Keller Imre (1831–1903) ügyvéd és Stummer Mária (1840–1905) fia. Gazdasági tanulmányai Magyarországon és külföldön végezte. 1896-ban került a kassai gazdasági tanintézethez, majd 1897-től a földművelésügyi minisztérium munkatársa volt. 1911-től gazdasági akadémiai igazgató, 1913-tól a földművelésügyi minisztérium nagyváradi kirendeltségének vezetője volt. 1919–20-ban megválasztották közélelmezési államtitkárnak. A két világháború között elnöke volt a Futura Szövetkezetnek. Halálát szervi szívbaj, gerincvelő-bénulás, érelmeszesedés okozta. Felesége Concha Győző lánya, Klára Paula Anna volt.

## Művei
- Magyarország mezőgazdasági szakoktatásának állapota 1902-ben (Budapest, 1902)
- Mezőgazdasági háziipar (Budapest, 1903)
- Gazdasági munkásügy és szociálpolitika Magyarországon (Budapest, 1910)